# 王珮
王珮，廣東承宣佈政使司高明縣人。明朝解元、政治人物。

## 生平
明神宗萬曆二十五年（1597年），中式丁酉科廣東鄉試第一名舉人（解元）。